# 弦楽五重奏
弦楽五重奏（げんがくごじゅうそう）には、通常の弦楽四重奏（第1ヴァイオリン、第2ヴァイオリン、ヴィオラ、チェロ）にさらに、ヴィオラをもう1本増やした編成と、チェロをもう1本増やした編成の2種類がある。クラシック音楽の著名作曲家は、複数の弦楽五重奏曲を作曲していても、この二つのうちのどちらか一方の編成の曲しか作曲していない場合が多い。なおまれに、通常の弦楽四重奏にコントラバスを加えた編成もある。
演奏は、既存の弦楽四重奏団に、ヴィオラ奏者またはチェロ奏者を一人加えて行う形態が多い（弦楽五重奏団は数少ない）。加わった奏者が、第1・第2どちらのパートを弾くかは、全く彼らの任意であり、またどちらが特に多いという傾向はない。
弦楽五重奏曲は、弦楽四重奏曲に比べるとずっと数が少ない。弦楽四重奏が、四つの同族楽器により高・中・低音の絶妙のバランスがとれるのに比べ、そこに一本楽器を加えることによって、音のバランスがとりにくく、書法が難しくなるからだと言われている。それでも愛らしい、感情にうったえる曲想の作品が多いのは、後期ルネッサンス期以降の現地語による世俗曲マドリガルに五声部の作品が多く、既に其処で劇的な対置・効果的な作法が見出されていたことによるのかもしれない。

## 主な弦楽五重奏曲
ヴィオラが2本の曲では、モーツァルトとブラームスが名高い。ブルックナーのヘ長調もしばしば演奏される。チェロが2本の曲では、シューベルトが名高い。
- ボッケリーニ
  - ヴァイオリン2、ヴィオラ1、チェロ2の編成で、110曲の弦楽五重奏曲が知られている。ボッケリーニは自身が優れたチェロ奏者であった。
  - ホ長調 G. 275の第3楽章は「ボッケリーニのメヌエット」として知られる。
  - ヴァイオリン2、ヴィオラ2、チェロ1の編成でも、12曲を残している。
- ミヒャエル・ハイドン
  - ト長調（1773年）　〔ヴァイオリン2、ヴィオラ2、チェロ1〕
  - ハ長調 op.88（1773年）　〔ヴァイオリン2、ヴィオラ2、チェロ1〕
ミヒャエル・ハイドンには、全部で6曲の五重奏曲がある。上記はそのうちよく演奏されるもの。
- モーツァルト　〔全てヴァイオリン2、ヴィオラ2、チェロ1〕
  - 第1番変ロ長調 K.174
  - 第2番ハ短調 K.406 (516b)　（管楽セレナードK.388 (384b) の編曲）
  - 第3番ハ長調 K.515
  - 第4番ト短調 K.516
  - 第5番ニ長調 K.593
  - 第6番変ホ長調K.614
短調の曲が少ないモーツァルトには珍しく、2曲の短調作品を含んでいることが特筆される。
- ベートーヴェン　〔ヴァイオリン2、ヴィオラ2、チェロ1〕
  - 弦楽五重奏曲 (ベートーヴェン)
- シューベルト
  - 弦楽五重奏曲ハ長調 D.956 (op.163)　〔ヴァイオリン2、ヴィオラ1、チェロ2〕
- メンデルスゾーン　〔全てヴァイオリン2、ヴィオラ2、チェロ1〕
  - 弦楽五重奏曲 第1番 イ長調 Op.18
  - 弦楽五重奏曲 第2番 変ロ長調 Op.87
- ブラームス　〔全てヴァイオリン2、ヴィオラ2、チェロ1〕
  - 第1番ヘ長調 op.88
  - 第2番ト長調 op.111
- ドヴォルザーク
  - 第1番イ短調 op.1　〔ヴァイオリン2、ヴィオラ2、チェロ1〕
  - 第2番ト長調 op.77　〔ヴァイオリン2本、ヴィオラ1、チェロ1、コントラバス1〕
  - 第3番変ホ長調 op.97　〔ヴァイオリン2、ヴィオラ2、チェロ1〕
- ブルックナー　〔ヴァイオリン2、ヴィオラ2、チェロ1〕
  - 弦楽五重奏曲ヘ長調
  - 間奏曲 ニ短調　（上記ヘ長調の第2楽章として一旦作曲されたもの。詳しくは弦楽五重奏曲 (ブルックナー) の項を参照）
- ヴォーン・ウィリアムズ　〔ヴァイオリン2、ヴィオラ2、チェロ1〕
  - 幻想五重奏曲